# Monte Cappucciata
Il Monte Cappucciata (1.804 m s.l.m.) è una cima montuosa del massiccio del Gran Sasso d'Italia, posta nella sua dorsale orientale, nella parte meridionale al confine tra la provincia dell'Aquila e quella di Pescara, una delle cime più meridionali del massiccio, poco più a sud di Cima della Cioccola.